# Митропа куп 1955.
Митропа куп 1955. је било 15. издање клупског фудбалског такмичења Митропа купа.
Такмичење је трајало од 29. јуна до 4. августа 1955. године.  МТК је у финалном двомечу био успешнији од  Дукле Праг и освојио први трофеј Митропа купа. 

## Резултати

### Прелиминарна рунда
| Меч | Клуб      | Држава   | укупан рез. | Држава   | Клуб         | 1. утак. | 2. утак. | Плеј-оф |
| --- | --------- | -------- | ----------- | -------- | ------------ | -------- | -------- | ------- |
| 1   | МТК       | Мађарска | 5:5         | Аустрија | Адмира Вакер | 3:3      | 2:2      | 5:1     |
| 2   | Војводина | СФРЈ     | 9:5         | Италија  | Рома         | 4:1      | 5:4      |         |

### Четвртфинале
| Меч | Клуб      | Држава   | укупан рез. | Држава       | Клуб              | 1. утак. | 2. утак. | Плеј-оф |
| --- | --------- | -------- | ----------- | ------------ | ----------------- | -------- | -------- | ------- |
| 1   | Хонвед    | Мађарска | 10:6        | Аустрија     | Винер Шпорт-клуб  | 5:2      | 5:4      |         |
| 2   | Болоња    | Италија  | 2:7         | Чехословачка | Дукла Праг        | 2:4      | 0:3      |         |
| 3   | Војводина | СФРЈ     | 0:3         | Чехословачка | Слован Братислава | 0:0      | 0:3      |         |
| 4   | МТК       | Мађарска | 8:3         | СФРЈ         | Хајдук Сплит      | 6:0      | 2:3      |         |

### Полуфинале
| Меч | Клуб       | Држава       | укупан рез. | Држава       | Клуб              | 1. утак. | 2. утак. | Плеј-оф |
| --- | ---------- | ------------ | ----------- | ------------ | ----------------- | -------- | -------- | ------- |
| 1   | Хонвед     | Мађарска     | 6:7         | Мађарска     | МТК               | 5:2      | 1:5      |         |
| 2   | Дукла Праг | Чехословачка | 2:2         | Чехословачка | Слован Братислава | 0:0      | 2:2      | 2:1     |

### Финале
| Меч | Клуб | Држава   | укупан рез. | Држава       | Клуб       | 1. утак. | 2. утак. | Плеј-оф |
| --- | ---- | -------- | ----------- | ------------ | ---------- | -------- | -------- | ------- |
| 1   | МТК  | Мађарска | 8:1         | Чехословачка | Дукла Праг | 6:0      | 2:1      |         |

| Освајач Митропа купа 1955. |
| -------------------------- |
| МТК 1. Титула              |